# The Yellow Badge of Cowardge
«The Yellow Badge of Cowardge» (укр. «Жовтий значок для боягуза») — фінальна, двадцять друга, серія двадцять п'ятого сезону мультсеріалу «Сімпсони», прем'єра якої відбулась 18 травня 2014 року у США на телеканалі «Fox».

## Сюжет
На святкуванні останнього дня навчання Барт будить родину гепаючи каструлями. Сім'я збирається на кухні, де Гомер під час читання місцевої газети виявляє, що феєрверк на четверте липня скасовано, бо місто у злиднях.
Тим часом у Спрінґфілдській початковій школі щорічно проводяться урочисті святкування дня змагань. Забіг навколо школи спонукає всіх докласти максимум зусиль від усіх, включно з Мілгаусом, який таємно тренувався до цієї гонку. Мартін Принс підслуховує це і ставить розбишакам свої гроші на перемогу Мілгауса. Оскільки на шанси на перемогу ван Гутена дуже малі, його перемога може привести хуліганів до банкрутства.
Під час перегонів, Мілгаус виривається у лідери. На ключовому повороті його зупиняє Нельсон, який спершу дає Мілгаусу води, а потім б'є його. Барт це бачить, але біжить, будучи лідером гонок, не зважає на друга і приходить першим. Коли Барт отримує синю стрічку за перше місце, із кущів виходить Мілгаус, із травматичною амнезією…

Гомер планує феєрверк

Тим часом ображений Гомер вирушає на пошуки чоловіка, який в його дитинстві влаштовував міські феєрверки, на ім'я Джузеппе. Гомер знаходить його і хоче, щоб той влаштував вражаючий феєрверк для міста. Джузеппе, зрештою, погоджується і удвох вони планують шоу на вечір четвертого липня.
Хоча Барт відчуває провину перед другом, але не має змоги повідомити Мілгаусу про те, що сталося. На міській церемонії нагородження атлетів, Барт використовує можливість, але передумує і привселюдно… лише дякую другу за старання. Однак, коли один з розбишак стрійляє з рогатки у лоб Мілгаусу, його спогади повертаються. Хлопчик згадує, як Барт просто стояв склавши руки, коли той страждав від побоїв. Обурені городяни освистують Барта.
Ввечері дня незалежності Гомер і Джузеппе стоять на плавучій платформі, готові до залпу. Гомер бачить, як засмучений Барт і хоче якнайскоріше почати. Однак, Джузеппе каже йому, що шоу повинне розпочинатись, коли натовп почне дратуватись, і що насправді США повинні святкувати день незалежності 2 липня. Вони починають битись і перевертають платформу, що націлює феєрверки у бік натовпу.
Барт швидко метикує. Він берез Мілгауса і, викравши автобус будинку для літніх, скеровує його як щит перед натовпом, захистивши від феєрверків. Після цього Барт вискакує ззаду. Коли Мілгаус виходить з автобуса, натовп вважає, що Мілгаус, що їх врятував, — їхній герой. Цього Барт і прагнув — відновити баланс.

## Ставлення критиків і глядачів
Під час прем'єри серію переглянули 3,28 млн осіб з рейтингом 1.6, що другим найпопулярнішим шоу на каналі «Fox» тієї ночі, після «Сім'янина».
Денніс Перкінс з «The A.V. Club» дав серії оцінку C+, сказавши, що «це середня серія, байдуже побудована, головне задоволення якої — близькість та кілька пристойних реплік. Це не погано, це не добре — це прийнятні півгодини телебачення…»
Водночас, Тоні з «Den of Geek» дав серії чотири з п'яти зірок, сказавши:
|  | Це була хороша серія Спрінґфілда… Епізод був кумедним, він дав урок. Можливо, неправильний урок, але навіщо придиратись? Мені також завжди подобається, коли «Сімпсони» дозволяють Дену Кастелланеті [актору озвучення Гомера] імпровізувати з піснями, що згасають… |

Згідно з голосуванням на сайті The NoHomers Club більшість фанатів оцінили серію на 3/5 із середньою оцінкою 2,89/5.